# Daina Opolskaitė
Daina Opolskaitė (ur. 18 lipca 1979) – litewska pisarka. 

## Życiorys
Ukończyła lituanistykę na Wileńskim Uniwersytecie Pedagogicznym, po czym została nauczycielką. W 2000 roku ukazał się jej debiut literacki, zbiór opowiadań pt. Drožlės, który został wyróżniony nagrodą Związku Pisarzy Litwy. Jej kolejnymi publikacjami były trzy powieści młodzieżowe. Publikowała także opowiadania, recenzje i eseje na łamach prasy. W 2018 roku jej krótkie utwory literackie zostały wyróżnione nagrodami im. Antanasa Vaičiulaitisa i Jurgisa Kunčinasa, zaś rok później otrzymała Europejską Nagrodę Literacką za zbiór Piramidy dni.
Współpracuje z czasopismem literackim „Literatūra ir menasˮ.

## Twórczość
- Drožlės, 2000
- Eksperimentas gyventi, 2015
- Ir vienąkart, Riči, 2016
- Užraktas, 2018
- Dienų piramidės, 2019[1], wyd. pol.: Piramidy dni. Kamil Pecela (tłum.). Marpress, 2022. ISBN 978-83-7528-219-1. Brak numerów stron w książce